# أسرة إسباهبودان

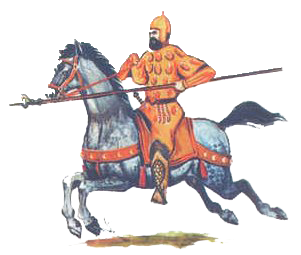

أسرة إسباهبودان كانت إحدى القبائل (أو العائلات) البارثية السبع للإمبراطورية الساسانية. يزعم أفراد العائلة أنهم ينحدرون (مثل الساسانيين) من السلالة الأخمينية. وزعموا أيضًا أنهم ينحدرون من سلالة الكيانيون من نسل إسفنديار الذي كان ابن جوشتاسب (أحد أتباع زرادشت الأوائل) وفقًا للمصادر الزرادشتية.